# Kartusche (Altes Ägypten)
Kartusche, Königsring, Kartuschenring oder Namensring, auch Hieroglyphenkartusche, bezeichnet in der Ägyptologie eine aus einer Seilschlaufe bestehende, länglich-ovale Linie, die im Alten Ägypten die Namen eines Herrschers (Pharao) oder Kleinkönigs umschloss. Von der fünfteiligen Titulatur eines Herrschers oder dessen Gemahlin enthält eine Kartusche ausschließlich den Eigen- und den Thronnamen.

## Etymologie
Die Alten Ägypter bezeichneten die Kartusche als schenu, was dem Verb scheni (šnj) entlehnt ist und übersetzt „einkreisen“ oder „umschließen“ bedeutet.
Der heute gebräuchliche Begriff „Kartusche“ ist sehr wahrscheinlich dem französischen Wort cartouche entlehnt, was ursprünglich wörtlich „Kästchen“, „Döschen“ oder „Kassette“ (Behälter für verschiedene Gegenstände) bedeutete. Schon im 17. Jahrhundert wurden ebenfalls die kleinen Pulverdosen für Treib- und/oder Zündladungen der Vorderladergewehre französischer Soldaten als cartouche/s bezeichnet, auch unter Napoleons Einmarsch in Ägypten 1798. Diese Pulverbüchsen waren flach und länglich-oval geformt und Napoleons Soldaten fühlten sich womöglich beim Anblick der ägyptischen Kartuschen mit Hieroglyphen an ihre Pulverdosen erinnert. Anschließend wurde diese Bezeichnung, neben anderen, auch in der Ägyptologie übernommen.

## Beschreibung

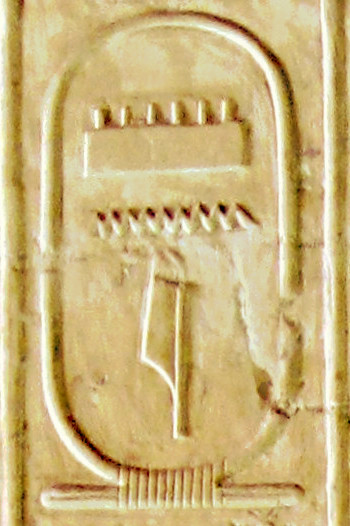
Name des Königs Menes in einer Kartusche in der Königsliste von Abydos (Lesung von oben nach unten)

Besonders detailreiche Reliefdarstellungen an ägyptischen Tempeln und Palästen lassen erkennen, dass die ovale Schlaufe, die als Rahmen den Hauptteil der Kartusche ausmacht, aus einer gedrehten oder geflochtenen Seilschnur besteht, deren beide Enden sich am Grund der Kartusche überschneiden und dabei quasi einen abschließenden Boden bilden. Dort, wo die Schnur-Enden überlappen, sind sie begradigt, sodass sie eine durchgehende Linie parallel zum Kartuschenende bilden. An der Überschneidungsstelle sind die Seilschnüre mit weiteren, etwas dünneren Schnüren zusammengebunden. Besonders in stilisierten Abbildungen werden die Schlaufenenden als gerader Strich dargestellt, sodass der Eindruck entsteht, dass die Kartusche an einem Balken befestigt sei.
Üblicherweise werden Kartuschen senkrecht und mit den begradigten Schlaufenenden nach unten abgebildet. Sie können auch liegend, also waagrecht, dargestellt werden. Je nach vorgegebener Schreibrichtung weist die Kartusche nach links oder nach rechts. Auch die Namenshieroglyphen, die darin eingetragen sind, richten sich nach der vorgegebenen Schreibrichtung. Hieroglyphen, die zum Beispiel Menschen oder Tiere darstellen, blicken daher immer in Richtung des Kartuschenanfangs. Bei aufrechten Kartuschen erfolgt die Lesung von oben nach unten, wobei Götternamen allerdings aus Religions- und Respektgründen bildlich vorangestellt sind. Bei der Lesung und Übersetzung selbst wird üblicherweise mit dem ersten Zeichen begonnen, das unmittelbar auf den Götternamen folgt.
Eine besondere Form der Kartuschendarstellung sind die offenen Kartuschen der hieratischen Schrift, der kursiven Schreibform der Hieroglyphen. Bei den offenen Kartuschen fehlen die seitlichen Ränder der Umrahmung und nur Kartuschenanfang und -ende werden abgebildet. Ein prominentes Beispiel hierfür ist der Königspapyrus Turin.

## Ursprung und Einführung der Königskartusche
Hervorgegangen ist die Kartusche aus dem Schen-Ring, der für ewig währenden Schutz stand und als Schriftsymbol bereits unter König Den während der 1. Dynastie in Gebrauch war. Zu dieser Zeit begleitete der Schen-Ring oft den Goldnamen des Pharao, später, wie zum Beispiel unter König Hetepsechemui, dem Begründer der 2. Dynastie, begleitete er auch andere Schriftzeichen, die mit königlichen Titeln in Zusammenhang standen.
Mögliche erste Ansätze, königliche Namen mit dem Schen-Ring zu umgeben, könnten auf Steingefäßen des Königs Chasechemui (Ende der 2. Dynastie) zu finden sein. Nach Meinung von Wolfgang Helck war Chasechemui vielleicht der erste ägyptische Herrscher, der seinen Geburts- oder Nebtinamen in den Schen-Ring setzte und so den Grundstein für die Einführung der Königskartusche legte. Dieser Vermutung widerspricht Walter Bryan Emery. Er weist darauf hin, dass das betreffende Wort im Schen-Ring, nämlich Besh, eigentlich „Rebell“ bedeutet und sich wohl eher auf die von Chasechemui besiegten Fürstentümer des Nildeltas beziehen dürfte. Allerdings räumt Emery ein, dass er nicht zufriedenstellend klären könne, warum die Alten Ägypter eine Umschreibung für Feinde in ein heiliges Schutzsymbol setzten.
Die frühesten, bildlich dargestellten Kartuschen sind jene der Könige Nebka und Huni. Beide Regenten können der 3. Dynastie in der Epoche des Alten Reiches zugeordnet werden. Allerdings sind ihrer beider exakten chronologischen Positionen unklar. Im Allgemeinen wird davon ausgegangen, dass Huni der letzte Herrscher der 3. Dynastie war und als solcher den Gebrauch der Kartusche einführte und durchsetzte. Seit König Snofru, dem Begründer der 4. Dynastie, war die Kartusche bereits fester Bestandteil der sogenannten Großen Königstitulatur, die fünf Namen des Königs umfasst.

## Gebrauch und Bedeutung im Alten Ägypten

### Symbolik
Für die Alten Ägypter hatten die Kartuschen ursprünglich eine kultische und religiöse Bedeutung, war doch das Binden und Lösen von Knoten zudem in der Magie des Alten Ägypten von großer Bedeutung. Als abgewandelte Form des Schen-Ringes besaß die Kartusche dieselbe symbolische Funktion: sie sollte den Namen (ren) des Herrschers schützend umgeben und für alle Zeit erhalten. Hintergrund war der religiöse Glaube, dass jeder Verstorbene, dessen Name ewig bestehen bleibt, auch im Jenseits ewig weiter existiere. Würde sein Name beschädigt, oder gänzlich zerstört, ginge die Seele verloren und der Verstorbene würde in Vergessenheit geraten und dem Nichts anheimfallen. Die Kartusche sollte ebendies verhindern, indem sie den Namen des Königs schützend umgab.
In späterer Zeit, als der Sonnenkult des Gottes Re seine Blüte erlangte, kam eine weitere Symbolik hinzu: die unendlich wirkende Schlaufe der Kartusche wurde mit dem gleichfalls unendlich währenden Lauf der Sonne verglichen. Da die Ägypter den Pharao als Sa-Ra („Sohn des Re“) verehrten und die Sonne ganz Ägypten berührte, galt auch die Macht des Pharaos als allgegenwärtig und allumfassend. Wo die Sonne schien, war auch der Pharao.

### Gebrauch
Die den Namen vollständig umschließende Kartusche soll einen Schutz durch Umrundung darstellen. In Kartuschen wurden ausschließlich der Geburtsname (Sa-Ra-Name – „Sohn des Re“) und der Thronname (Nesu(t)-biti) des Königs eingetragen. In beiden Fällen sind die Epitheta, Sonnenscheibe und Gans als auch Binse und Biene, in der Kartusche stets vorangestellt. Bei den weiteren drei Titeln des Königs werden die entsprechenden Namen ebenfalls von Epitheta eingeleitet. Zu Beginn des Kartuschenkultes wurden ebendiese, neben dem Horus- und dem Goldnamen, gleichwertig und gemeinsam an öffentlichen Monumenten und Reliefs, in Dokumenten, wie Papyri und Tonsiegelinschriften, zur Schau gestellt. Manchmal wurde auch der Nebti- und der Goldname mit in die Kartusche integriert, wie zum Beispiel durch ein Sinai-Relief des Königs Snofru belegt. In Dokumenten und Königslisten, in denen verstorbene Herrscher als vergöttlichte Ahnen geehrt werden, wurde dahingegen nur der Kartuschenname verwendet. Eine Besonderheit bilden Kartuschen, die als Namensbestandteil privater Personen auftauchen, besonders während des Alten Reiches. Ein Beispiel dafür ist der Name des hohen Beamten Irukachufu, welcher dem Namen des Königs Cheops (altägyptisch: Chufu) gewidmet ist. Oder der Name des Höflings Snofruseneb, der den Namen des Königs Snofru ehren sollte. In späteren Dynastien, etwa ab dem Neuen Reich, war es offenbar nicht mehr gestattet, Königsnamen in Kartuschen zu setzen, wenn sie mit Namen privater Personen verknüpft waren. Ein Beispiel hierfür ist der Name des Hohepriesters Ramsesnacht, der König Ramses III. ehren sollte, aber nicht mehr von einer Kartusche umschlossen wird.

## Bedeutung in der Ägyptologie

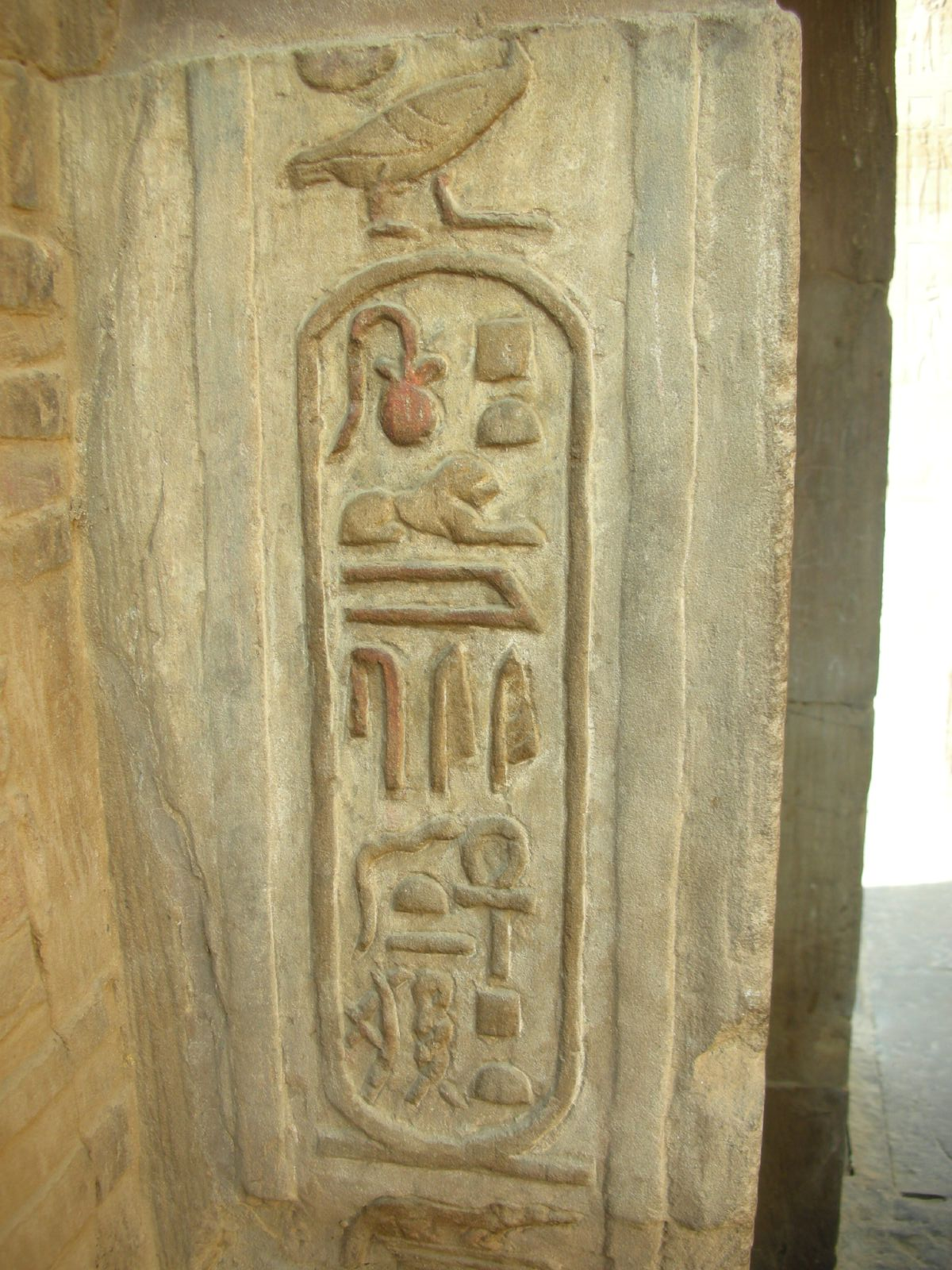
Kartusche aus ptolemäischer Zeit.

Für die Ägyptologie waren und sind die Kartuschen mit den Königsnamen von großer Wichtigkeit, weil sie den Namen von ägyptischen Herrschern umgeben und somit hervorheben. Als im frühen 19. Jahrhundert der berühmt gewordene Franzose Jean-François Champollion und der Engländer Thomas Young an der Übersetzung und Deutung der ägyptischen Hieroglyphen arbeiteten, orientierten sie sich zuallererst an den Kartuschen. Den beiden Forschern war aufgefallen, dass sich in den Kartuschen stets dieselben Hieroglyphen befanden und offenbar die Namen bestimmter Herrscher darstellten. Mit dieser Erkenntnis war der historische Grundstein für die korrekte Lesung und Deutung der Hieroglyphen gelegt.
Solche Kartuschen können aber auch Gegenstand von Problemforschungen sein, wenn sie in anachronistischem Kontext stehen und in altägyptischen Dokumenten, Inschriften und Papyri erscheinen, die Königslisten enthalten. Probleme kann besonders die korrekte Zuweisung von Kartuschen zu ihren zeitgenössischen Namensträgern bereiten, wenn sie Herrscher betreffen, zu deren Lebzeiten die namensumschließende Kartusche noch nicht eingeführt worden war. Bis zum Ende der 3. Dynastie wurden in öffentlichen Dokumenten und auf frei zugänglichen königlichen Monumenten vorrangig der Horusname, der Nebtiname und die Zeichen für Ober- und Unterägypten (Binse und Biene – Nisut-Biti) verwendet. Altägyptische Verfasser von Königslisten, meist Priester und hochrangige Schreiber, neigten dazu, die Geburts- und Nebtinamen von verstorbenen Herrschern in Kartuschen zu setzen, um sie als verewigte Ahnen zu ehren. Dieser Trend lässt sich bereits bei Totenpriestern aus der Zeit des Wechsels von der 3. zur 4. Dynastie beobachten, als die Kartusche eingeführt wurde. Der historische Umstand, dass Kartuschen vor deren Einführung unüblich waren, wurde dabei einfach übergangen. Zusätzlich sind von einigen Herrschern der 1. Dynastie die wahren Geburtsnamen unbekannt, sodass die Frage aufkommt, welche Quelle die Verfasser für ihre Königslisten benutzt hatten.
Hinzu kommt noch ein weiteres Phänomen: Viele Kartuschennamen, welche die Herrscher vor König Huni betreffen, treten in den verschiedenen Königslisten in ebenso unterschiedlichen Schreibweisen auf. Auch dies hat dazu geführt, dass sich die Forschung bei bestimmten Königsnamen unsicher ist, ob sie tatsächlich denselben Herrscher bezeichnen. So wird zum Beispiel für König Huni in der Königsliste von Abydos der in der Kartusche geschriebene Name Neferkare angegeben, der Name „Huni“ fehlt hingegen. In der Königsliste von Sakkara, dem Turiner Königspapyrus und auf dem Palermostein hingegen wird Huni korrekt genannt, dafür fehlt der Name „Neferkare“. Für König Hetepsechemui wird in der Königsliste von Abydos und auf der Schreibtafel von Gizeh der Bedjau in einer Kartusche angegeben, während im Turiner Königspapyrus und in der Sakkara-Liste der Name Netjer-Bau erscheint. Aus den genannten Gründen haben Ägyptologen und Historiker Schwierigkeiten, die postum gebrauchten Namen von Königen in Kartuschen vor dem Ende der 3. Dynastie korrekt zuzuordnen.
Ägyptische Königslisten weichen außerdem erheblich voneinander ab und geben für einzelne Dynastien unterschiedlich viele Herrschernamen an. Andere Königslisten lassen gar ganze Dynastien aus. In der Abydos-Liste fehlt beispielsweise die komplette 1. Zwischenzeit. Wieder andere, wie die Königsliste von Karnak und die Schreibtafel von Gizeh, sind äußerst selektiv und nennen nur ganz bestimmte, erlesene Königsnamen.
Während der Ptolemäerzeit wurden Stelen und Reliefs angefertigt, auf denen leerstehende Kartuschen neben (oder über) Königsfiguren erscheinen. Es ist möglich, dass die Kartuschen bei Bemalung des Reliefs noch hätten ausgefüllt werden können, oder aber der Königsname wurde von den Künstlern als belanglos empfunden und deshalb offen gelassen. Für Ägyptologen und Historiker ist dieser Trend ein Erschwernis, weil sich die Kunstwerke ohne Königsname keinem Herrscher und keiner Dynastie zielsicher zuweisen lassen.